# 11.22.63
11.22.63 é uma minissérie americana de ficção científica, drama e mistério, baseada no romance 11/22/63 de Stephen King e composta por oito episódios. A produção da série ficou por conta de J.J Abrams, o próprio Stephen King, Bridget Carpenter e Bryan Burk. O episódio de estreia foi exibido no dia 15 de fevereiro de 2016 no Hulu.

## Sinopse
Jake Epping (James Franco), um professor de inglês do ensino médio e recém divorciado, considera uma oportunidade de viajar no tempo até o ano de 1960 em Dallas, Texas, por meio de um portal descoberto pelo seu amigo de longa data Al Templeton (Chris Cooper). Com isso assume a responsabilidade de retornar ao passado é prevenir o assassinato de John F. Kennedy em 1963. No entanto, sua missão é ameaçada por Lee Harvey Oswald (Daniel Webber), pelo próprio passado que faz de tudo para permanecer imutável e pelo fato dele se apaixonar inesperadamente.

## Elenco e personagens

### Principais
- James Franco como Jake Epping/George Amberson[3]
- Chris Cooper como Al Templeton[4]
- Sarah Gadon como Sadie Dunhill[4]
- Lucy Fry como Marina Oswald[4]
- George MacKay como Bill Turcotte[4]
- Daniel Webber como Lee Harvey Oswald[4]

### Recorrentes e convidados
- Cherry Jones como Marguerite Oswald[4]
- Kevin J. O'Connor como o Homem do Cartão Amarelo[5]
- T. R. Knight como Johnny Clayton[6]
- Josh Duhamel como Frank Dunning[7]
- Nick Searcy, como Deke Simmons
- Jonny Coyne como George de Mohrenschildt[4]
- Tonya Pinkins como Mimi Corcoran
- Brooklyn Sudano como Christy Epping[8]
- Leon Rippy como Harry Dunning[4]
- Juliette Angelo como Bobbi Jill Allnut
- Braeden Lemasters , como Mike Coslaw
- Anthony Colonello como Clifford[9]
- Gregory Norte como o General Edwin Walker
- Gil Bellows como Agente Hosty
- Grantham Coleman como Bonnie Ray Williams
- Michael O'Neill como Arliss Preço
- Annette O'Toole como Edna Preço
- Antoni Corone como Jack Ruby
- Bob Stephenson como Silencioso Mike
- Wilbur Fitzgerald como Capitão Fritz
- Constance Towers como Sadie (idosa)
- Marsha Mason como a Senhora com Bobes

## Episódios
| Nº | Título                              | Diretor          | Roteirista                          | Exibição                |
| --- | ----------------------------------- | ---------------- | ----------------------------------- | ----------------------- |
| 1 | "The Rabbit Hole"                   | Kevin Macdonald  | Bridget Carpenter                   | 15 de fevereiro de 2016 |
| Al Templeton, proprietário de uma cafeteria, revela que possui um portal do tempo para outubro de 1960 dentro do seu armário para o seu amigo, o professor de inglês Jake Epping. Morrendo por um câncer no pulmão, Al pede para que Jake viaje de volta para a década de 60 para impedir o assassinato de John F. Kennedy. Al explica suas próprias tentativas passadas e erros para Jake para pará-lo, e também menciona que o surgimento de câncer deveu-se ao seu desperdício de tempo no passado. Armado com a pesquisa de Al, Jake vai para 1960 para vigiar uma pessoa próxima a Kennedy, que ele acredita ser o manipulador de Lee Harvey Oswald. Porém, Jake começa a sentir que o tempo está "revidando" cada alteração que ele provoca no passado por meio de acidentes e incidentes que tornam seus objetivos muito mais difíceis. Quando ele retorna para os seus aposentos encontra-o em chamas, que acabaram destruindo todas as anotações e pesquisas do Al e mataram o filho dos inquilinos. Após isso ele resolve desistir do plano e retornar para o Maine, mas antes ele resolve tentar impedir um assassinato múltiplo que ele tinha ouvido falar no presente. |                                     |                  |                                     |                         |
| 2 | "The Kill Floor"                    | Fred Toye        | Quinton Peeples                     | 22 de fevereiro de 2016 |
| Jake começa uma vida nova em 1960 e inicia a sua própria investigação sobre o assassinato de Kennedy. Ele testa sua capacidade de alterar o passado tentando impedir o assassinato da família de um de seus futuros alunos por seu pai, um alcoólatra que já havia matado a irmã (e o bebê) de Bill Turcotte, que posteriormente descobre que Jake é do futuro. |                                     |                  |                                     |                         |
| 3 | "Other Voices, Other Rooms"         | James Strong     | Brian Nelson                        | 29 de fevereiro de 2016 |
| Com a ajuda de Bill Turcotte, Jake se muda para Fort Worth e encontra um emprego em uma escola na cidade vizinha de Jodie, onde ele acaba conhecendo uma bibliotecária, Sadie Dunhill. Jake e Bill começam a vigiar Lee Harvey Oswald, que acabou de retornar da Rússia. |                                     |                  |                                     |                         |
| 4 | "The Eyes of Texas"                 | Fred Toye        | Quinton Peeples & Bridgette Wilson  | 7 de março de 2016      |
| Oswald pratica e tira a famigerada foto dele com o seu rifle. Jake e Bill seguem Oswald e George até um bordel, mas as coisas dão errado. A Senhorita Mimi confronta Jake depois que descobre que ele está usando um nome falso, forçando-o a inventar uma história de fundo. O relacionamento de Jake e Sadie é testado pelo retorno do ex-marido abusivo de Sadie, Johnny Clayton, que se recusa a finalizar seu divórcio. Sadie descobre gravações do apartamento de Oswald no porão da casa de Jake. |                                     |                  |                                     |                         |
| 5 | "The Truth"                         | James Franco     | Bridget Carpenter                   | 14 de março de 2016     |
| Jake e Bill preparam-se para descobrir se Oswald agiu sozinho no atentado contra o Geral Walker. No entanto, o Tempo interfere distraindo Bill com uma ilusão de sua irmã já falecida. Enquanto isso, Johnny exige que Jake vá até a casa de Sadie onde ele torna ambos reféns com uma arma e desfigura o rosto de Sadie. Eventualmente, Jake e Sadie cegam e depois matam Johnny. Mais tarde em um hospital, Jake resolve dizer a Sadie toda a verdade sobre quem ele realmente é e de onde ele veio. |                                     |                  |                                     |                         |
| 6 | "Happy Birthday, Lee Harvey Oswald" | John David Coles | Bridget Carpenter                   | 21 de março de 2016     |
| Jake descobre que Bill está intimamente envolvido com Marina e tornou-se o melhor amigo de Oswald. Bill revela a Oswald que o seu apartamento está sob vigilância. Temendo que Bill acaba-se virando um segundo atirador, Jake o interna em um hospital psiquiátrico. O tempo começa a revidar ameaçando a vida de Sadie durante uma cirurgia plástica. Depois de descobrir que Oswald está agindo sozinho e sem apoio da CIA, Jake decide matar Oswald. Antes que ele tivesse essa chance, contudo, ele é atacado por uma gangue que o deixa incapaz de se lembrar de nada. |                                     |                  |                                     |                         |
| 7 | "Soldier Boy"                       | James Kent       | Bridget Carpenter & Quinton Peeples | 28 de março de 2016     |
| Jake acorda de seu estado de coma a poucos dias antes da data do assassinato, sofrendo de amnésia. Sadie tenta ajudá-lo enquanto luta para lembrar o que ele precisa fazer. Eles visitam Bill no hospital com a esperança de que ele pudesse refresca a memória de Jake; Entretanto, aborrecido por seu tratamento agressivo e a insistência de Jake de que a viagem no tempo é real, Bill se suicida. Jake confia na ajuda de Sadie para recuperar sua memória. Jake tem uma recordação completa depois de uma visita com Oswald em sua casa. |                                     |                  |                                     |                         |
| 8 | "The Day in Question"               | James Strong     | Bridget Carpenter                   | 4 de abril de 2016      |
| Durante os eventos de 22 de novembro de 1963, Jake e Sadie lutam contra o passado em seu caminho para o confronto final com Oswald. Jake consegue deter Oswald, porém durante a briga, Sadie acaba morrendo. Jack viaja de volta para 2016 e encontra uma sociedade distópica devastada por guerras. Através de Harry Dunning ele aprende que depois que JFK cumpriu dois mandatos, George Wallace foi eleito presidente. A guerra acabaou estourando e, embora Kennedy tivesse fundado uma série de campos de refugiados, há um grande sofrimento no mundo inteiro. Inconformado com tudo aquilo, Jake viaja de volta a outubro de 1960, onde ele imediatamente encontra Sadie novamente, mas decide não prosseguir um relacionamento a fim de salvar sua vida. No presente, Jake viaja de volta a Jodie e encontra Sadie em seus oitenta anos recebendo um prêmio de concessão da vida por prestígio pelo trabalho de sua vida. Jake dança com ela. |                                     |                  |                                     |                         |

## Produção

### Desenvolvimento

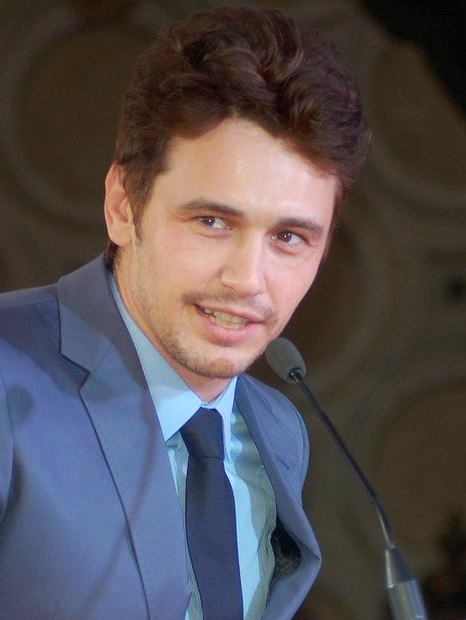
James Franco interpreta o professor Jake Epping

Em 12 de agosto de 2011, antes do lançamento da novela, foi anunciado que Jonathan Demme tinha anexado a si mesmo para escrever, produzir e dirigir um filme de adaptação de 11/22/63 com Stephen King servindo como produtor executivo. No entanto, em 6 de dezembro de 2012, Demme anunciou que tinha abandonado o projeto, depois de discordar com King sobre o que incluir no script.
Em 26 de abril de 2013, foi relatado que a Warner Bros Television e J. J. Abrams' Bad Robot Productions estavam em negociações dos direitos para adaptar o romance como uma série de TV ou uma minissérie. Em 22 de setembro de 2014, foi anunciado que uma série de TV baseada no romance seria produzida pelo canal Hulu. O primeiro trailer da série foi lançado em 19 de novembro de 2015.
Stephen King já manifestou interesse no desenvolvimento de uma sequência para a série.

### Escolha do elenco

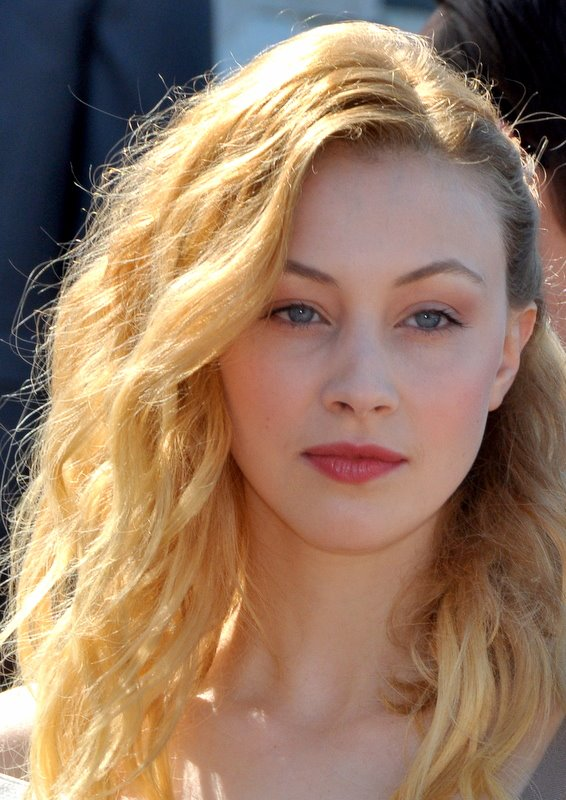
Sarah Gadon interpreta a bibliotecária Sadie Dunhill

James Franco foi escolhido para estrelar como o personagem de Jake Epping. Depois de ler o romance, Franco contatou Stephen King sobre os direitos para adaptar ao cinema apenas para ser informado de que J. J. Abrams já os haviam adquirido. Franco escreveu um ensaio sobre o livro para Vice, que foi notado por Abrams e Bridget Carpenter, e twittou sobre sua decepção em não obter os direitos de filmagem. Logo depois, deram-lhe o papel principal. Sarah Gadon foi escalado para o papel de Sadie Dunhill. Ela estava interessada no papel, em parte porque ele deu a ela a oportunidade de trabalhar com J. J. Abrams.

### Filmagens
As filmagens começaram em 9 de junho de 2015, em Hespeler, Ontário. As filmagens de junho de 2015 também tiveram lugar em Guelph, Ontário, bem como em Ayr, Ontário, no Queen's Tavern, e, em Hamilton, Ontário. Durante o mês de setembro de 2015. No início de outubro, a produção mudou-se para Dallas para filmar os locais externos da Dealey Plaza. Durante este tempo, as filmagens em várias cenas durante a hora do rush causaram congestionamentos no tráfego local.

## Recepção
A série foi amplamente avaliada positivamente pela maioria dos críticas. Baseado em 46 reviews, a série ganhou o certificado de "Fresh" no Rotten Tomatoes com 79% de aprovações, o site também escreveu um consenso sobre o show afirmando: "Ainda que a execução da ideia seja tão datada quanto o período que ele representa, 11.22.63 revelou ser uma série gradativamente atraente". No Metacritic, a série teve uma pontuação de 69 de 100 baseada em 35 avaliações, indicando "críticas positivas".
Jack Moore da GQ comentou que "a série é mal-humorada e sobrenatural, enquanto que de alguma forma também permanece fundamentada de todo coração", e também elogiou a atuação de Franco como destaque do show, dizendo: "Franco entrega um alto desempenho livre de vaidade e indulgência semelhante ao trabalho de uma antiga lenda de Hollywoody. É sério mas também é de coração". Alan Sepinwall aclamou a atuação de Franco afirmando: "Ele [Franco] foi uma revelação como Jake. É um ator extremamente talentoso e tem a qualidade que você precisa para realizar algo tão louco, e isso por muito tempo." Vicki Hyman do Newark Star-Ledger elogiou do desempenho de Franco e Gadon, escrevendo: "A agitação do romance traz consigo o mesmo cheiro de desgraça como as visitas de Epping na Praça Dealey, e dá o que poderia ser apenas uma tomada interessante e generosamente bem feita o gênero de conspiração, suspense e mais texturas de profundidade, ressoando através dos tempos." Hank Stuever do The Washington Post escreveu que "o trabalho de [Stephen] King nem sempre fez uma viagem feliz através do portal que liga da página para a televisão, mas o Hulu impressionou com a sua adaptação de oito partes do 11/22/63."
Por outro lado, Jeff Jensen da Entertainment Weekly teve uma reação mais mista e criticou a performance de Franco, chamando-a de "desinteressada". Ele escreveu que "11.22.63 chega em alguns argumentos interessantes, move-se pelas conclusões, mas oh, o que isso poderia ter sido com um ator mais engajado. Se ao menos houvesse uma máquina do tempo para corrigir esse erro."

## Lançamento em mídias digitais
11.22.63 foi lançado em DVD e Blu-ray no dia 9 de agosto de 2016 para Região 1. O lançamento inclui todos os oito episódios, bem como um conteúdo bônus intitulado "Quando o Futuro Revida", onde King, Abrams, Carpenter e Franco falam sobre elementos da produção que transformaram o romance de King em uma série de eventos.